# San Antonio Challenger
Il San Antonio Challenger è stato un torneo professionistico di tennis giocato su campi in cemento. Faceva parte dell'ATP Challenger Series. Si giocava annualmente a San Antonio negli Stati Uniti.

## Albo d'oro

### Singolare
| Anno | Campione         | Finalista            | Punteggio              |
| ---- | ---------------- | -------------------- | ---------------------- |
| 1997 | Daniel Nestor    | Geoff Grant          | 6–4, 6–2               |
| 1998 | Geoff Grant      | Mark Knowles         | 6–1, 6–7, 4–1 ritirato |
| 1999 | Mark Knowles     | Cristiano Caratti    | 6–4, 3–6, 6–1          |
| 2000 | Xavier Malisse   | Ronald Agénor        | 7–6(3), 6–3            |
| 2001 | Non disputato    | Non disputato        | Non disputato          |
| 2002 | Mardy Fish       | Jack Brasington      | 6–3, 7–5               |
| 2003 | Dmitrij Tursunov | Sébastien de Chaunac | 6–2, 6(3)–7, 6–4       |

### Doppio
| Anno | Campioni                             | Finalisti                    | Punteggio     |
| ---- | ------------------------------------ | ---------------------------- | ------------- |
| 1997 | Doug Flach Jeff Salzenstein          | Chad Clark Brandon Hawk      | 4–6, 6–2, 6–1 |
| 1998 | David DiLucia Michael Sell           | Michael Hill Scott Humphries | 6–3, 6–1      |
| 1999 | Mitch Sprengelmeyer Jason Weir-Smith | Andrew Painter Byron Talbot  | 6–3, 7–6      |
| 2000 | Wesley Whitehouse Gareth Williams    | Bob Bryan Mike Bryan         | 6–3, 6–4      |
| 2001 | Non disputato                        | Non disputato                | Non disputato |
| 2002 | Diego Ayala Robert Kendrick          | Hugo Armando Dušan Vemić     | 6–2, 6–4      |
| 2003 | Paul Goldstein Jeff Morrison         | Tomáš Cakl Louis Vosloo      | 6–3, 6–2      |